# Kip Harkrider
Kip Harkrider est un joueur de baseball américain né le 16 septembre 1975 à Carthage (Texas).

## Biographie
Kip Harkrider participe aux Jeux olympiques d'été de 1996 à Atlanta et remporte la médaille de bronze.